# Steve Tomasula
Steve Tomasula es un escritor de cuentos cortos, novelista, crítico y autor de ensayos estadounidense conocido por sus narrativas entre géneros que exploran las concepciones del yo, especialmente según lo moldean el lenguaje y la tecnología.

## Biografía
Steve Tomasula creció a lo largo de la frontera industrial entre el este de Chicago y el lado sur de Chicago, el lugar utilizado como escenario en su novela IN&OZ . Recibió su máster y doctorado en inglés de la  Universidad de Illinois, Chicago. Mientras trabajaba en su primera novela, enseñó en Oriente Medio. Tras su regreso, se incorporó a la facultad de la Universidad de Notre Dame, donde actualmente es profesor de inglés. Tomasula vive con su esposa, la artista María Tomasula, en South Bend, Indiana y Chicago.

## Obras
Tomasula es autor de cuatro novelas, una colección de ficción corta y numerosos ensayos y cuentos. Su ficción es un híbrido de múltiples géneros (literatura experimental, ficción histórica, escritura científica, poesía) y se destaca por su uso de elementos visuales y narrativas de no ficción. Su escritura puede caracterizarse como posmoderna y ha sido llamada una reinvención de la novela por su inventiva formal, juego con el lenguaje e incorporación de imágenes visuales. Aunque es conocido principalmente por sus novelas, sus ensayos y sus narraciones breves también abordan temas similares, especialmente la descripción del yo como una construcción de la sociedad. 
Su primera novela, Vas: An Opera in Flatland (con diseño de Stephen Farrell) es una adaptación de la novela Flatland: A Romance of Many Dimensions de Edwin Abbott de 1884. Utiliza los personajes Square y Circle de Abbott y el mundo plano y bidimensional en el que viven para criticar la sociedad contemporánea durante el auge de la ingeniería genética y otras manipulaciones corporales. Su segunda novela, The Book of Portraiture (con diseño de Robert Sedlack) es una precuela de VAS . Cuenta la historia del retrato en capítulos que se mueven a lo largo de varios siglos, por ejemplo: un nómada del desierto que inventa un alfabeto para representarse a sí mismo con palabras; un pintor renacentista que representa a la nobleza; y un experto en seguridad del siglo XX que utiliza cámaras de vigilancia y técnicas de extracción de datos para componer retratos de empleados. TOC: A New-Media Novel es una novela multimedia publicada en DVD y como una aplicación para iPad (con diseño de Stephen Farrell, programación de Christian Jara y contribuciones de otros 15 artistas, compositores, músicos y animadores). Un collage de texto, animación, música y otras formas de arte, TOC explora concepciones en competencia del tiempo que dan forma a la vida humana: tiempo histórico, tiempo cósmico, tiempo geológico, tiempo personal y biológico. IN&OZ es una alegoría de cuatro artistas (un diseñador, poeta, compositor y fotógrafo) y un mecánico de automóviles. Se ha comparado con Rebelión en la granja de George Orwell por su conciencia de clase, ya que sigue la historia de personas que intentan encontrar una manera de vivir auténticamente en un mundo donde la individualidad es exprimida por el pensamiento del mercado de masas.
Los ensayos y los relatos cortos de Tomasula se han incluido en muchas revistas literarias, incluidas McSweeney's, Bomb y The Iowa Review . Una colección de sus relatos cortos, Once Human: Stories (Fc2, 2013; con diseño de Robert Sedlack y otros), reúne una serie de historias que están vinculadas temáticamente por concepciones del yo tal y como lo moldean la ciencia, la tecnología y la cultura del cambio.
Sus ensayos sobre literatura innovadora y conceptual, arte corporal y arte genético han aparecido en revistas como The Review of Contemporary Fiction, The New Art Examiner y Leonardo. Los volúmenes críticos en los que se han publicado sus ensayos incluyen The Routledge Companion to Experimental Literature (Routledge, 2012); Datos hechos carne: encarnando la información (Routledge, 2012), y reflexionando sobre el mosaico (SUNY Press, 2003).
Ha dado conferencias magistrales o invitado a lecturas de su ficción en numerosas universidades e instituciones, incluida la Biblioteca del Congreso en los Estados Unidos, y, en Europa, Université Paris 8 (Francia), Universidad de Plymouth (Inglaterra ), La Universidad de la Sorbona de París (Francia), y la Universidad de Constantino el Filósofo (Eslovaquia).

## Recepción de la crítica
The American Book Review describió VAS: An Opera in Flatland como «un salto adelante para el género que llamamos "novela"». También en The American Book Review, el historiador literario Steven Moore escribió que The Book of Portraiture es «brillante....El tema general de la representación y el autorretrato, desde el arte rupestre hasta el código de computadora, le da a esta novela un alcance histórico que es impresionante». Bookforum lo describió como un gran relato histórico, y explicó que El libro del retrato «reinventa lo que la novela, en particular la novela histórica, podría significar en el mundo digital, y lo hace con brío, entusiasmo y estilo». TOC: A New-Media Novel recibió una medalla de oro, el mejor libro del año en los premios eLit y el premio Mary Shelley a la excelencia en la ficción. El corto de ficción de Tomasula recibió el premio Iowa a la obra más distinguida publicada en cualquier género; también se publicó en la antología 2005 de Harper Collins de Year's Best SF y otras antologías. Las novelas de Tomasula son objeto de numerosos ensayos y paneles de conferencias académicos y críticos, entre ellos The Body of Writing: An Erotics of Contemporary American Fiction de Flore Chevaillier, How We Think: Digital Media and Contemporary Technogenesis de N. Katherine Hayles . y Steve Tomasula: El arte y la ciencia de la ficción de los nuevos medios de David Banash . En 2011 fue nombrado Howard Fellow.